# النزاع الحدودي الكمبودي التايلاندي
بدأ النزاع الحدودي الكمبودي التايلاندي في يونيو عام 2008، وكان آخر النزاعات التي امتدت لمدة قرن بين كمبوديا وتايلاند، مع المنطقة المحيطة بمعبد برياه فيهير الذي يعود تاريخه إلى القرن الحادي عشر، في جبال دانغريك بين منطقة تشوم خسانت في محافظة برياه فيهير في كمبوديا الشمالية، ومنطقة كانثارالاك في محافظة سي سا كت في شمال شرق تايلاند.
بدأ النزاع الأخير، وفقًا للسفير الكمبودي لدى الأمم المتحدة، في 15 يوليو عام 2008، وذلك عندما انتقل حوالي 50 جندي تايلاندي إلى منطقة معبد كيو سيخا كيري سفارا المجاورة، والتي ادُّعي بأنها تقع في أراضي كمبوديا على بعد حوالي 300 متر (980 قدمًا) من معبد برياه فيهير. ادعت تايلاند أن ترسيم الحدود لم يُطبق بعد على الأجزاء الخارجية من المنطقة القريبة من المعبد؛ والتي حُكِمت على أنها كمبودية بتسعة إلى ثلاثة قرارات أصدرتها محكمة العدل الدولية في عام 1962. 
وصل النزاع إلى معبد براسات تا موان ثوم بحلول أغسطس عام 2008، والذي يعود تاريخه إلى القرن الثالث عشر، والذي يقع على مسافة 153 كيلومترًا (95 ميلًا) غرب برياه فيهير حيث اتهمت كمبوديا القوات التايلاندية باحتلال مجمع معابد يُزعم أنه يقع على أرض كمبودية. نفت وزارة الخارجية التايلاندية تحرك القوات إلى تلك المنطقة حتى قتل العديد في مواجهة في أبريل عام 2011. توصل الطرفان إلى اتفاق في ديسمبر عام 2011 لسحب القوات من المنطقة المتنازع عليها.
أعلنت محكمة العدل الدولية في 11 نوفمبر عام 2013 في قرار بالإجماع أن حكمها الصادر في عام 1962 قد منح جميع شناخ برياه فيهير إلى كمبوديا؛ وأن على تايلاند الالتزام بسحب أي جيش أو شرطة أو قوات حراسة متمركزة في تلك المنطقة. رفضت تايلاند حجة كمبوديا بأن الحكم قد منح أيضًا هضبة بنوم تراب (ثلاثة كيلومترات شمال غرب المعبد) لكمبوديا، ووجدت أنها لم تصدر أي حكم بشأن السيادة على تلك الهضبة.

## الإجراءات في محكمة العدل الدولية
قدمت كمبوديا طلبًا لتفسير حكم عام 1962 في 28 أبريل عام 2011، وطلبًا للإشارة إلى تدابير مؤقتة للحماية، في ديوان محكمة العدل الدولية. رفضت المحكمة محاولة تايلاند رفض القضية في 18 يوليو عام 2011، وأشارت إلى تدابير مؤقتة تتطلب من الدولتين سحب جنودهما من «منطقة مؤقتة الحامية منزوعة السلاح»، ومن ضمنها المنطقة المتنازع عليها وبعض المناطق المجاورة لها، ومواصلة تعاونهما مع رابطة دول جنوب شرق آسيا والمراقبين المعينين من قبلها، والامتناع عن فعل أي شيء من شأنه أن «يؤدي إلى تفاقم النزاع أو توسيعه». أمرت تايلاند بعدم إعاقة وصول كمبوديا إلى معبد برياه فيهير.
أصدرت محكمة العدل الدولية في 11 نوفمبر عام 2013 حكمًا يقضي بأن حكم عام 1962 قد منح كل الشناخ إلى كمبوديا، وأمر بسحب الجنود التايلانديين. جاء ذلك في أعقاب تصعيد متوتر للقرار الذي أُغلِقت بموجبه عشرات المدارس التايلاندية قبل صدور الحكم.
خلصت المحكمة في البداية إلى امتلاكها الصلاحية، وأن طلب التفسير مقبول، ووجدت أن «هناك نزاعًا بين الطرفين متعلق بمعنى ونطاق حكم عام 1962 طبقًا للمادة 60 من النظام الأساسي لمحكمة العدل الدولية». قالت المحكمة إن الحكم الصادر عام 1962 له ثلاث سمات مهمة، وهي تعلقه بقضية «السيادة الإقليمية، وعدم مشاركته في ترسيم الحدود»، وأن «خريطة الملحق الأول لعبت دورًا مركزيًا في تبرير المحكمة»، وأنها أوضحت تعاملها مع منطقة صغيرة في «منطقة معبد برياه فيهير» فقط. أعلنت المحكمة بالإجماع ما يلي:
تتوصل المحكمة بناء على ذلك إلى أن الفقرة الأولى من منطوق الحكم الصادر عام 1962 حددت امتلاك كمبوديا السيادة على كامل أراضي شنخة برياه فيهير؛ وذلك على النحو المحدد في الفقرة 98 من هذا الحكم، وبالتالي فإن الفقرة الثانية من المنطوق تقتضي من تايلاند سحب قواتها العسكرية أو قوات الشرطة أو حراسها وموظفيها المتمركزين في تلك الأراضي.
رفضت المحكمة حجة كمبوديا المتمثلة بالحكم على بنوم تراب أيضًا بموجب حكم عام 1962، وخلصت إلى أن الإشارة إلى «جوار» معبد برياه فيهير في الجزء المنطوق من حكم عام 1962 لم يقصد توسعه إلى ذلك الحد. إن بنوم تراب، المعروفة عند التايلانديين باسم فو ما خويا (هضبة الغمد) هي الهضبة التي تبعد ثلاثة كيلومترات شمال غرب المعبد، وتضم أكثر من أربعة كيلومترات مربعة من أصل «4.6 كيلومتر مربع»، والتي اتفقت الدولتان على أنها محل نزاع.
غادر مئات القرويين التايلانديين المنطقة قبل صدور الحكم متوقعين عدم ملائمة الحكم لهم؛ وكانت هناك مخاوف من تجدد الاشتباكات وسط تصاعد الخطاب القومي.

## الآثار المدنية
أطلق الجيش الكمبودي صواريخ بي إم-21 غراد على بلدة ساو ثونغ تشاي على بعد حوالي خمسة كيلومترات (3.1 ميل) من الحدود بعد الهجوم الأولي في 4 فبراير عام 2011. دُمِّرت مدارس ابتدائية، ومستشفى محلي، وأربعة أو خمسة منازل. أصدرت السلطة المحلية تحذيرًا للسكان المحليين لإخلاء المدرسة وإغلاقها قبل دقائق فقط من القصف. قُتِل مدني وأصيب 34 على الأقل في الهجوم الصاروخي. يوجد تقارير تفيد باضطرار 22 ألف مواطن تايلاندي إلى إخلاء منازلهم ومغادرتها. 
ألقت الحكومة الكمبودية باللوم على الجيش التايلاندي في إطلاق النار على معبد التراث العالمي، فتسبب ذلك في أضرار جسيمة، وحول الجيش الكمبودي الموقع إلى قاعدة عسكرية. يوجد أدلة، مثل مقاطع فيديو وصور من رويترز، تُظهر أن القوات الكمبودية استخدمت المعبد كقاعدة عسكرية، وأطلقت نيران المدافع الرشاشة والمدفعية منه. رد الجنود التايلانديين بإطلاق الرصاص على الجنود الكمبوديين المختبئين في المعبد. لم يظهر سوى عدد قليل من آثار الرصاص على جدران المعبد. أفادت وكالة أسوشيتد برس أن القوات الكمبودية كانت تتمركز في المعبد.
اتُّهِم الجيش التايلاندي باستخدام قنابل عنقودية ضد كمبوديا خلال القتال الحدودي في فبراير. ونفت تايلاند في البداية هذا الادعاء لكنها اعترفت به لاحقًا. حذر تحالف القنابل العنقودية من تعرض آلاف القرويين الكمبوديين حينها لخطر الموت أو الإصابة الخطيرة بسبب القنابل غير المنفجرة بالقرب من منازلهم.

## تفاعلات

### دولية
دعت العديد من الدول الآسيوية، بما في ذلك إندونيسيا، وماليزيا، والفلبين، واليابان، والصين، وفيتنام، وكندا، وروسيا، والمملكة المتحدة والولايات المتحدة كلا الجانبين إلى ضبط النفس. وافقت تايلاند وكمبوديا على السماح للمراقبين الإندونيسيين بالذهاب إلى الحدود بين البلدين للمساعدة في منع المزيد من الاشتباكات العسكرية. عُيِّنت إندونيسيا مراقبًا في هذا النزاع.